# Clifton (Idaho)
Clifton es una ciudad ubicada en el condado de Franklin en el estado estadounidense de Idaho. En el año 2010 tenía una población de 259 habitantes y una densidad poblacional de 44,66 personas por km².

## Geografía
Clifton se encuentra ubicado en las coordenadas 42°11′15″N 112°0′21″O / 42.18750, -112.00583. Según la Oficina del Censo, la localidad tiene un área total de 5,8 km² (2,2 mi²), de la cual 5,8 km² (2,2 mi²) es tierra y 0 km² (0 mi²) (0.0%) es agua.

## Demografía
En el 2000 la renta per cápita promedia del hogar era de $35,208, y el ingreso promedio para una familia era de $36,667. En 2000 los hombres tenían un ingreso per cápita de $28,333 contra $19,375 para las mujeres. El ingreso per cápita para la localidad era de $12,755. Alrededor del 13.2% de la población estaba bajo el umbral de pobreza nacional.